# Isabelle Santiago
Isabelle Santiago, nascida Isabelle Santiago, nascida em 20 de setembro de 1965 em Neuilly-sur-Seine, é uma política francesa. Ela é deputada pelo 9°Círculo eleitoral de Val-de-Marne na Assembleia Nacional da França desde 27 de setembro de 2020.

## Carreira política
Em 2011, Santiago foi eleita conselheira geral do Cantão de Alfortville-Sud. Até à sua eleição para a Assembleia Nacional, era 5ª vice-presidente de Val-de-Marne responsável pela protecção de crianças e adolescentes.
Vereadora municipal e depois vice-autarca de Alfortville, é vereadora departamental de Val-de-Marne desde 2 de abril de 2015, eleita no cantão de Alfortville.
Uma eleição suplementar foi realizada para o 9º Círculo eleitoral de Val-de-Marne em setembro de 2020 porque o deputado, Luc Carvounas era inelegível devido à acumulação de mandatos quando ele foi reeleito prefeito de Alfortville, e a sua substituta, Sarah Taillebois, era inelegível devido à nomeação para a École nationale d'administration. Santiago foi então eleita em 27 de setembro de 2020.